# ザ・シャーロック・ホームズ

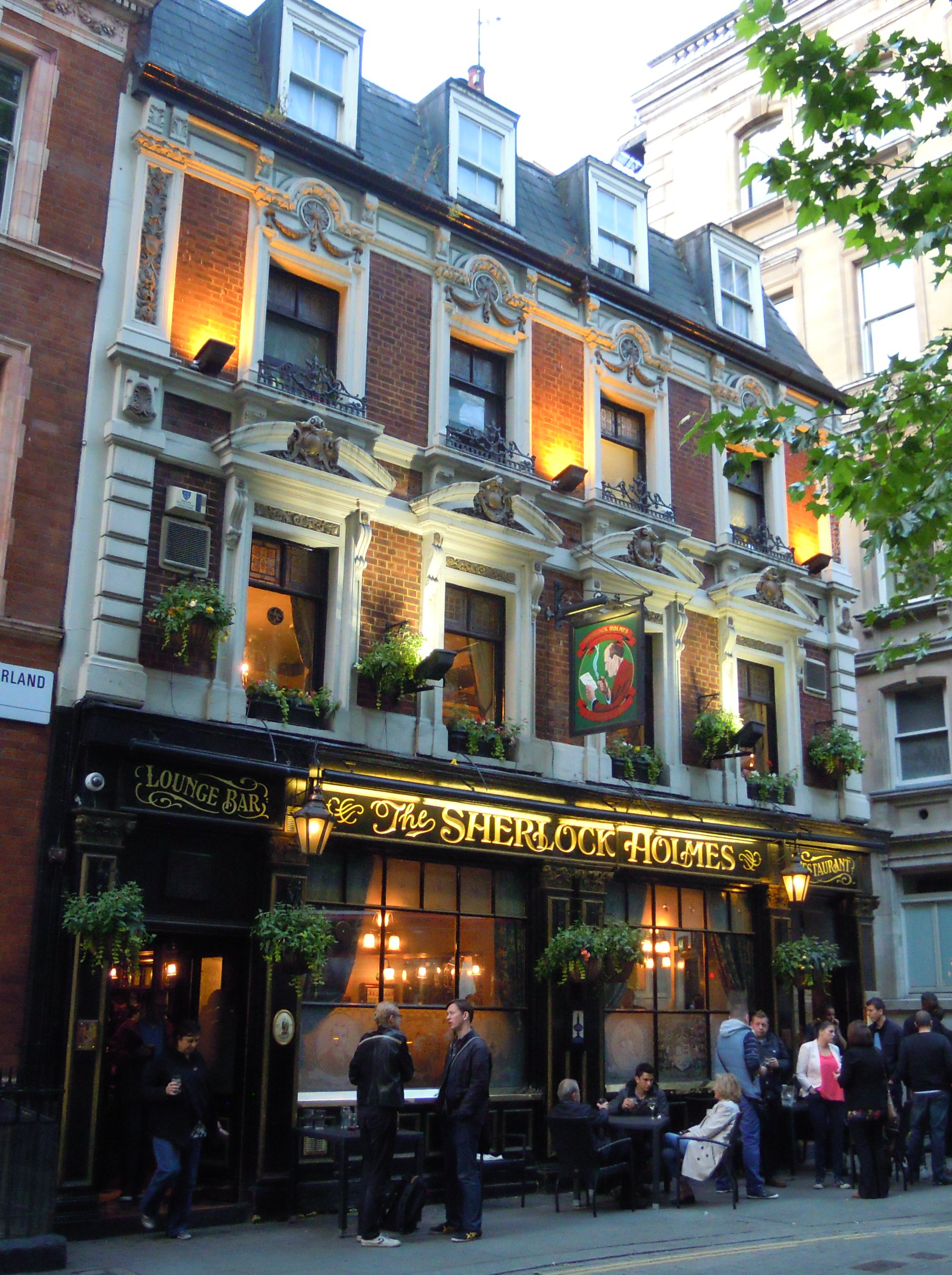
2014年のザ・シャーロック・ホームズ

ザ・シャーロック・ホームズ(英語: The Sherlock Holmes)はチャリング・クロス駅とトラファルガー広場の近く、ノーサンバーランド・ストリートにある、架空の探偵シャーロック・ホームズに関する記念品を集めたヴィクトリア朝のテーマ・パブである。オリジナルのコレクションは1951年に開催されたフェスティバル・オブ・ブリテンの間、ロンドンのベイカー・ストリートで展示されるために集められた。

## ノーサンバーランド・アームズ
ザ・シャーロック・ホームズはもともと小さいホテルであり、ノーサンバーランド・ホテルとして1880年代に一時的に知られ、のちにノーサンバーランド・アームズという名前で呼ばれるようになった。ノーサンバーランド・アームズという名で1892年シャーロック・ホームズの物語『独身の貴族』に登場する。物語の中でホームズとジョン・H・ワトソンはたびたびノーザンバーランド大通り25番地のホテルの右隣にあるトルコ風呂をよく利用していた。 隣接した女性用トルコ風呂の入口はいまだに男性用浴室の背後のクレイブン通路から見ることができる。現在の建物は1901年『バスカヴィル家の犬』に登場するノーザンバーランドホテルだとホームズのファンや研究者によって推測されている。

## フェスティバル・オブ・ブリテン
ザ・シャーロック・ホームズの展示物は1951年のフェスティバル・オブ・ブリテンの際、架空の探偵シャーロック・ホームズを元に展示物を作ろうと決めたアビー・ナショナル社の援助でメリルボーン公共図書館で作られた。アビー・ナショナル社はベイカー・ストリート221Bだとされている場所に本社を構えていた。4人のホームズファンが（アーサー・コナン・ドイル卿一家の援助とともに）展示をデザイン、計画し、多くは寄付で展示の材料を集めた。中にはホームズがタバコを入れるためのペルシア・スリッパやワトソン医師のソーダを作るための炭酸水製造器、そしてホームズが返事を出していない手紙をマントルピースに突き刺すためのジャックナイフなどが含まれている。ベイカー・ストリートにあるアビーハウスにはベイカー・ストリート221Bにあるホームズのリビングルームが作られていた。 毎日、クランペットを地元のパン屋が提供し、異なる2つの齧った跡をつけてリビングルームの皿に置かれていた。

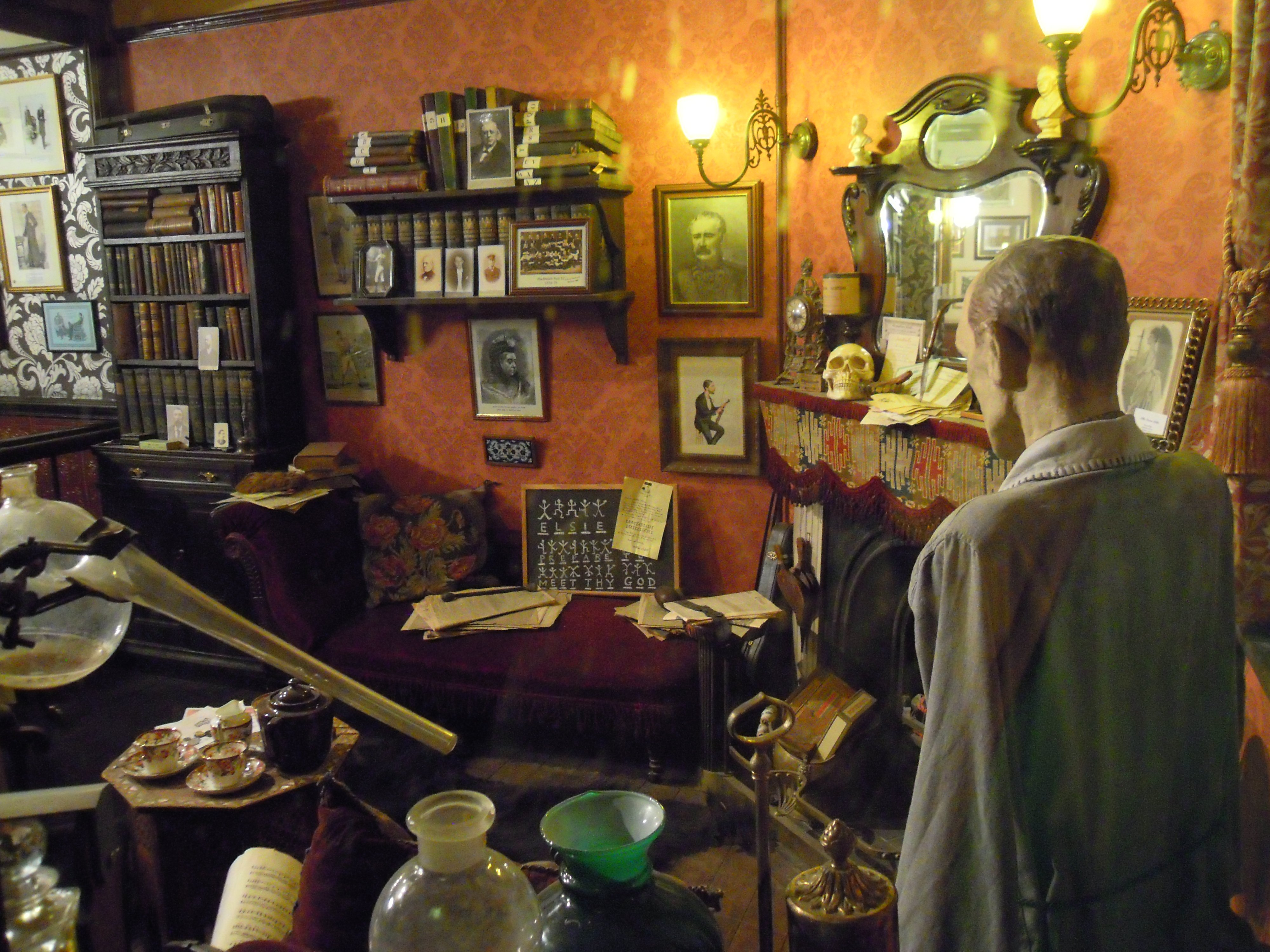
ホームズの居間の復元の背面図

ザ・ノーサンバーランド・アームズは現在の名前の元に改装され1957年の12月に再開した。オーナー企業であったウィットブレッドは、ニューヨークのプラザ・ギャラリーズでの展示を含むワールドツアーから戻った後、フェスティバル・オブ・ブリテンのシャーロック・ホームズ展の全てを購入した。この街を訪れる世界中のホームズファンへのアピールになるだろうからロンドンの中心にあるテーマパブに永久的に展示を設置しようということを考えていた。そのパブは後期ヴィクトリア時代の形に修復された。主な展示は屋上庭園、1階のシャーロック・ホームズレストラン、2階の廊下にある小さい窓からガラス壁板の裏に見ることができる2階に設置されたホームズの架空のアパートのコーナーの細かなレプリカである。バーにある展示には劇場ポスター、ワトソン博士の古い勤務用リボルバー、政治漫画や、壁に掛けられたバスカヴィル家の犬のはく製の頭が含まれる。
長年にわたり地下のバーにある展示は、元々の展示が設置されて以来長年にわたり、ホームズとワトソンを演じた俳優の写真が増え続けている。そのコレクションはロンドン・シャーロック・ホームズ協会によって監督、維持されている。今日、ザ・シャーロックホームズはベリー・セント・エドマンズに本社があるビール会社グリーン・キングによって管理されている。

## ギャラリー

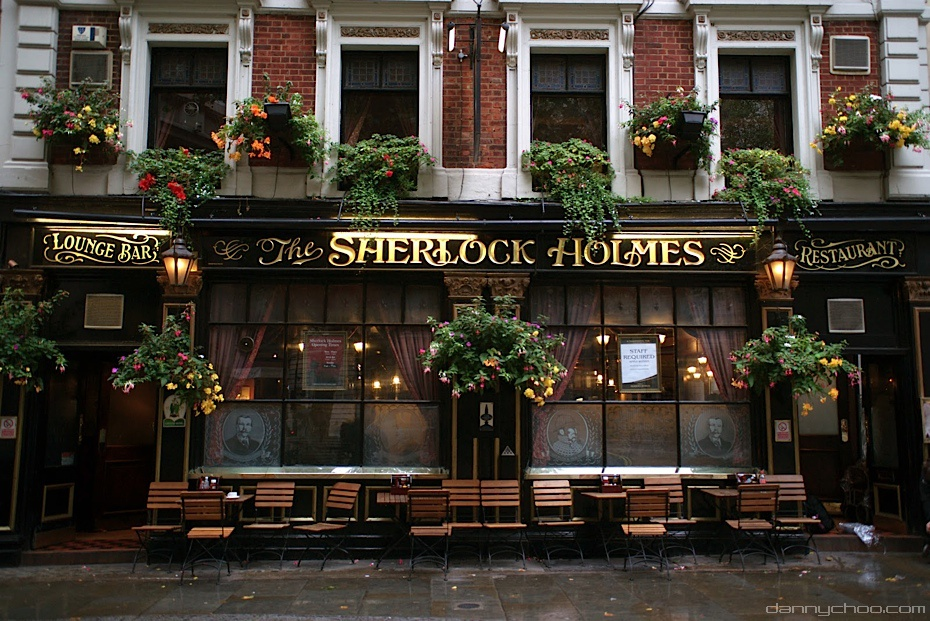
ザ・シャーロック・ホームズ・パブ
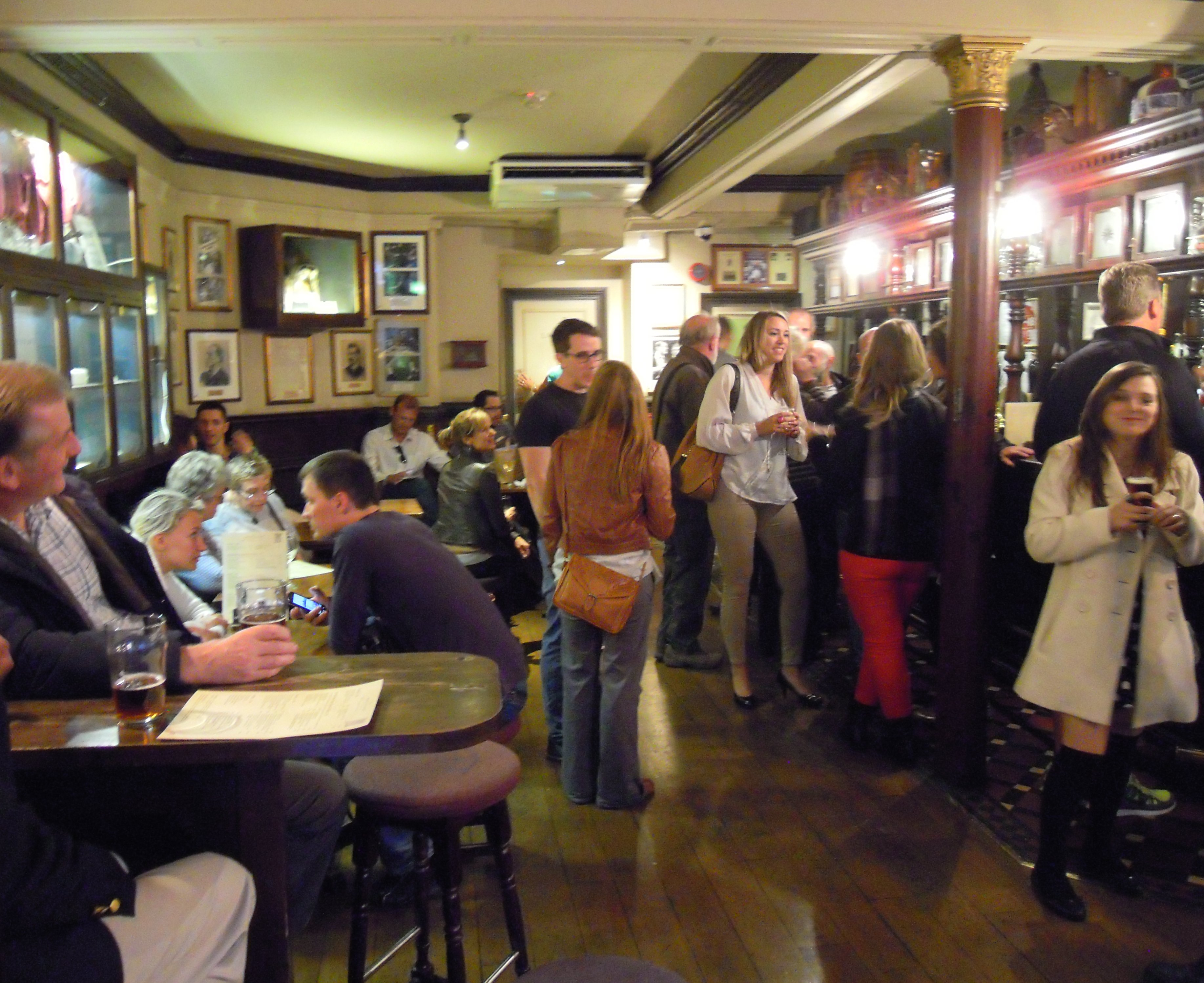
バスカヴィルの犬の頭を含む記念品の展示を行っているバー
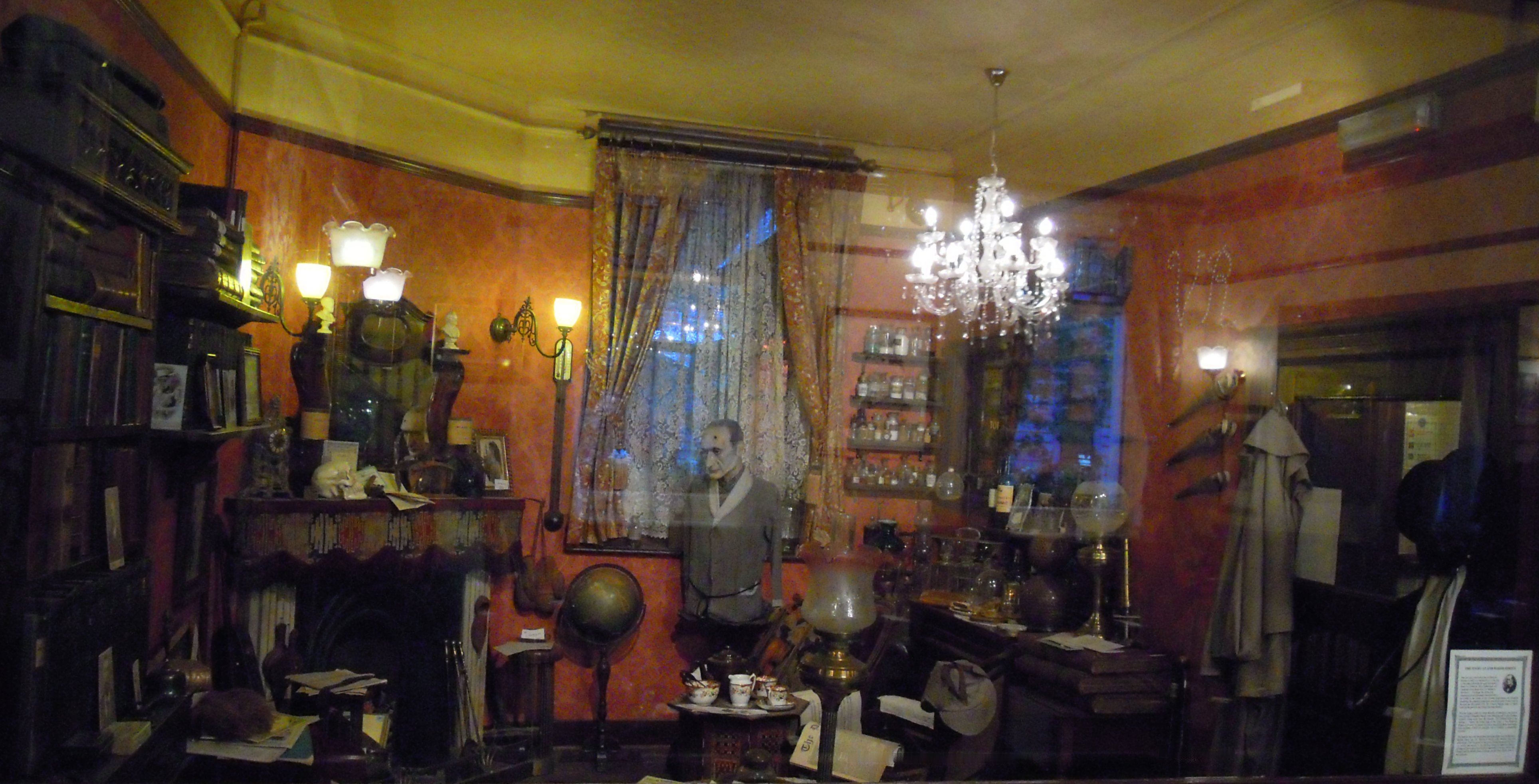
レストランにあるベーカー街221Bの居間の復元